# Фармингтон (Калифорнија)
Фармингтон (енгл. Farmington) насељено је место без административног статуса у америчкој савезној држави Калифорнија.

## Демографија
По попису из 2010. године број становника је 207, што је 55 (-21,0%) становника мање него 2000. године.
| Група             | 2000.       | 2010.       |
| Белци             | 175 (66,8%) | 148 (71,5%) |
| Афроамериканци    | 0 (0,0%)    | 7 (3,4%)    |
| Азијати           | 4 (1,5%)    | 6 (2,9%)    |
| Хиспаноамериканци | 69 (26,3%)  | 42 (20,3%)  |
| Укупно            | 262         | 207         |